# Muhammad Mian Soomro
Muhammad Mian Soomro (Sindhi: محمد میاں سومرو, nacido el 19 de agosto de 1950) es un político pakistaní, que fue presidente interino de Pakistán tras la dimisión de Pervez Musharraf el 18 de agosto de 2008.

## Carrera

### Senador
Fue elegido senador por primera vez el 23 de febrero de 2003 y posteriormente, Presidente del Senado, el 12 de marzo de 2003

### Primer ministro
El 15 de noviembre del 2007 fue nombrado primer ministro de Pakistán, tras el fin del mandato de Shaukat Aziz. Juró su cargo el 16 de marzo del 2007. Su mandato finalizó el 25 de marzo del 2008, siendo sustituido por Yousaf Raza Gillani.

### Presidente interino
Tras la dimisión de Pervez Musharraf el 18 de agosto del 2008 fue nombrado Presidente de Pakistán de manera interina, debido su cargo de Presidente del Senado, tal y como establece la constitución. el 6 de septiembre de 2008 fue sustituido por Asif Ali Zardari, tras las correspondientes elecciones.